# Crawfordville (Floride)
Pour la ville située dans l’État de Géorgie, voir Crawfordville (Géorgie).
La ville américaine de Crawfordville est le siège du comté de Wakulla, dans la région de Big Bend, en Floride. Elle fait partie de l’agglomération de Tallahassee, la capitale de l’État.

## À noter
Crawfordville est le seul siège de comté de l’État qui n’est pas incorporé.